# 셔레이드
《셔레이드(Charade)》는 1963년 개봉한 미국의 미스터리 로맨틱 코미디 영화이다. 스탠리 도넌이 감독했으며, 케리 그랜트와 오드리 헵번 등이 출연하였다.

## 줄거리
레지나 "레지" 램퍼트(오드리 헵번)은 과거 통역사로 일했지만 찰스 램퍼트라는 한 남자와 결혼해 부유한 삶을 살고 있다. 스위스를 남편 없이 여행하던 중에 레지는 친구인 실비(도미니크 미노)에게 남편과 이혼할 결심을 세웠다고 토로하던 중 피터 조슈아(케리 그랜트)라는 남성과 잠깐 조우한다. 파리의 자택으로 돌아온 레지는 안의 모든 가구가 사라진 채 집이 텅 빈 것을 확인하고 놀라던 중 에두아르 그랑피에르 경위(자크 마랭)를 만난다. 그랑피에르는 남편인 찰스 램퍼트가 파리에서 보르도로 가는 철도 선로에서 죽은 채 발견되었으며, 그는 죽기 전 모든 가구를 경매에 넘겨 현금으로 바꾼 후 출국을 시도하다 살해된 것으로 보인다고 설명한다.
실의에 잠긴 레지에게 피터가 접근해 그녀에게 도움이 되기 위한 여러 노력을 한다. 찰스의 장례식에서 레지는 리어폴드(네드 글래스), 텍스(제임스 코번), 허먼(조지 케네디)이라는 세 남자, 그리고 미국 대사관의 서신을 전달하는 사람과 접촉한다. 대사관에 도착한 레지는 해밀턴 바살러뮤(월터 매소)를 만난다. 바살러뮤는 찰스 램퍼트가 경매에서 얻은 20만 달러는 원래 미국 정부의 자산이며, 아마도 레지 자신도 모른 채 갖고 있는 상황으로 보인다고 설명해 준다. 이제 레지에게 리어폴드, 텍스, 허먼이 20만 달러를 내놓으라고 달려드는 가운데 레지는 피터에게 도와달라고 요청한다. 그러나 피터는 사실 이들 셋과 공모하는 관계였으며, 이름도 피터 조슈아가 아니라 다일이었다. 이 넷은 레지가 거주하는 호텔에 모두 묶고 있었다.
허먼의 전화를 통해 피터가 사실 다일이라는 사실을 알게 된 레지는 그날 밤 시장에서 바살러뮤를 만나 자초지종을 듣는다. 제2차 세계 대전 중 OSS 요원이었던 찰스, 리어폴드, 텍스, 허먼, 그리고 카슨 다일은 프랑스 레지스탕스에게 공금 20만 달러를 제공하라는 임무를 받았다. 그러나 이들은 공금을 횡령하기로 결심하고 이를 땅에 파묻은 후 시간이 지난 다음에 파서 가지려고 했다. 그러나 독일군은 묻은 것을 파던 이들을 발견하고 사격을 가했으며, 다일은 이 과정에서 사망하였다. 모두가 도망친 가운데 혼자 되돌아와 돈을 찾아낸 찰스는 이를 혼자 가져 부자가 된 것이다. 다시 말해 다일은 이미 죽은 상황이었기에 피터 조슈아는 카슨 다일도 아닌 것이었다.
바살러뮤의 말을 듣고 다일을 감시하기로 한 레지는 그를 어설프게 미행하고, 그녀와 다시 조우한 다일은 레지에게 상황을 설명한다. 사실 그는 카슨 다일의 동생인 알렉산더 다일로 형의 죽음을 기리기 위해 다른 셋과 만났던 것이었다. 그는 레지가 처한 상황에 공감했다면서 그녀를 위해 여러 일을 해주기로 약속한다. 리어폴드, 텍스, 허먼은 레지에게서 돈을 받아내기 위해 실비의 아들을 유괴한다. 그러나 알렉산더 다일은 돈을 실제로 레지가 갖고 있는 게 아니라 나머지 중 하나가 가진 채 숨기고 있는 것이 아니냐는 의문을 제기한다. 서로가 각자의 방을 수색하는 도중에 허먼이 다일의 방에서 죽은 채 발견된다. 다음 날 레지는 바살러뮤를 통해 카슨 다일에게는 동생이 없었다는 사실을 알게 된다.
카슨 다일에겐 동생이 없었다는 점을 따지러 온 레지에게 알렉산더 다일은 다시 한번 자기 설명을 한다. 사실 그는 미국인 도둑 애덤 캔필드로, 20만 달러 얘기를 듣고 신분을 세탁해 사건에 접근한 것이었다. 애덤이 레지와 파리 야경을 즐기던 그날 밤 리어폴드가 엘리베이터에서 살해되고 텍스는 자취를 감춘다. 애덤은 텍스의 방에 있던 찰스의 수첩을 통해, 죽기 전 찰스가 파리의 한 공원에 가겠다고 적은 메모를 발견한다. 메모에 적힌 공원에 레지와 애덤, 텍스가 모두 도착하고, 이내 셋은 우표 수집 시장을 둘러보던 중 각자 찰스가 레지에게 보낸 편지에 붙어 있었던 우표 3장이 20만 달러짜리라는 사실을 알게 된다. 우표 3장을 찾아내 다시 호텔에 도착한 레지는 방에서 텍스가 다일이라는 다잉 메시지를 남긴 채 살해된 것을 발견한다.
레지는 애덤이 모든 살인의 범인이라 생각하고 바살러뮤를 만나러 가던 중 애덤과 마주치며, 이내 둘은 파리 시내를 돌아다니면서 추격전을 벌인다. 마침내 레지가 바살러뮤와 만나자 뒤에 있던 애덤이 바살러뮤의 정체를 폭로한다. 사실 바살러뮤는 죽은 줄 알았던 카슨 다일이며, 그가 이 모든 살인을 벌인 사람이었다. 카슨 다일이 우표를 얻어내려고 레지를 죽이려던 순간에 애덤은 그를 성공적으로 제거한다. 레지는 이 모든 사건을 마무리하기 위해 애덤을 설득해 미국 정부에 우표를 제출하기로 마음먹고 대사관 내 재무부 책임자인 브라이언 크룩섕크를 만나러 간다. 그러나 사무실에 도착한 레지는 애덤이 사실 크룩섕크임을 알게 된다. 크룩섕크는 그동안 로맨틱한 관계를 나눴던 레지에게 청혼한다.

## 출연
- 케리 그랜트 — 피터 조슈아 / 알렉산더 다일 / 애덤 캔필드 / 브라이언 크룩섕크
- 오드리 헵번 — 레지나 "레지" 램퍼트
- 월터 매소 — 해밀턴 바살러뮤 / 카슨 다일
- 제임스 코번 — 텍스 팬홀로
- 조지 케네디 — 허먼 스코비
- 도미니크 미노 — 실비 고데
- 네드 글래스 — 리어폴드 기디언
- 자크 마랭 — 에두아르 그랑피에르 경위
- 폴 보니파스 — 펠릭스
- 토마 슐랭스키 — 장루이 고데